# Änglagård
Änglagård ist eine schwedische Progressive-Rock-Gruppe.

## Geschichte
Die Gruppe wurde 1991 von Tord Lindman (Gesang, Gitarre) und Johan Högberg (Bass) mit dem Ziel gegründet, den Progressive Rock der 1970er-Jahre wieder aufleben zu lassen.
1992 veröffentlichten Änglagård mit Hybris ihr erstes Studioalbum. Es folgten Auftritte in den USA sowie 1994 die Aufnahme und Veröffentlichung des zweiten, rein instrumentalen Albums Epilog, das ebenfalls äußerst positiv rezipiert wurde.
Nach einer Auflösung der Band im Jahr 1995 gingen die Mitglieder getrennte Wege, bis sie sich 2002 – ohne Tord Lindman – wieder zusammenfanden und auf Tour gingen, in deren Rahmen sie 2003 auch einen für lange Zeit einzigen Auftritt im deutschsprachigen Raum, auf dem FreakShow Artrock-Festival in Würzburg, hatten. Danach wurde es erneut still um Änglagård, die zwar offiziell weiter bestand, jedoch nur sporadisch aktiv wurde.
Anfang 2009 verkündete die Band eine Wiederveröffentlichung der beiden bis dato aufgenommenen Studioalben auf einem eigenen Label. Das dritte Studioalbum Viljans Öga wurde im Juli 2012 veröffentlicht. Im selben Jahr absolvierte die Band auch wieder Konzerte, unter anderem bei den Festivals NEARfest und Gouveia-Art-Rock-Festival. Live wurde der Keyboarder Thomas Johnsson von David Lundberg vertreten.
Im Herbst 2012 verkündete die Band einen umfangreichen Besetzungswechsel: Tord Lindman kehrte als Gitarrist zu Änglagård zurück und löste Jonas Engdegård ab, und Mattias Olsson und Thomas Johnsson wurden durch Erik Hammarström und Linus Kåse ersetzt. In dieser Besetzung traten Änglagård unter anderem auf dem Night-of-the-Prog-Festival 2013 auf der Freilichtbühne Loreley auf.
Nach mehreren Konzerten in aller Welt und der Veröffentlichung eines Live-Albums kehrte im Oktober 2014 mit Jonas Engdegård erneut ein Gründungsmitglied zur nun wieder sechsköpfigen Band zurück. Derzeit arbeiten Änglagård an einem neuen Album und planen diverse Konzerte.

## Stil
Die Musiker von Änglagård waren und sind hauptsächlich von Progressive-Rock-Gruppen wie Genesis, Yes, King Crimson, Trettioåriga Kriget, Schicke Führs Fröhling, Cathedral oder Yezda Urfa inspiriert. Daher benutzen sie auch größtenteils Originalinstrumente aus den 1970er Jahren wie Mellotron, Hammondorgel und Rickenbacker-Bass. Mit ihnen kreieren sie einen sehr retro-orientierten Sound, der aber als kompositorisch eigenständig und produktionstechnisch äußerst druckvoll wahrgenommen wird.
Als besonderes Merkmal Änglagårds gilt die „schwedische Melancholie“ in ihrem Sound, die vor allem durch das Zusammenspiel von Akustikgitarre, Querflöte und den Streichersounds des Mellotrons erzeugt wird.
Während auf dem Debütalbum auch schwedischer Gesang von Tord Lindman zu hören ist, wurden das zweite und dritte Studioalbum komplett instrumental eingespielt.

## Diskografie

### Studioalben
- 1992: Hybris
- 1994: Epilog
- 2012: Viljans Öga

### Livealben
- 1993: Mexico City 1993
- 1993: Live Milwaukee 12/18/93
- 1996: Buried Alive
- 2014: Prog på svenska – Live in Japan
- 2017: Live - Made in Norway